# 아고스티노 바르바리고

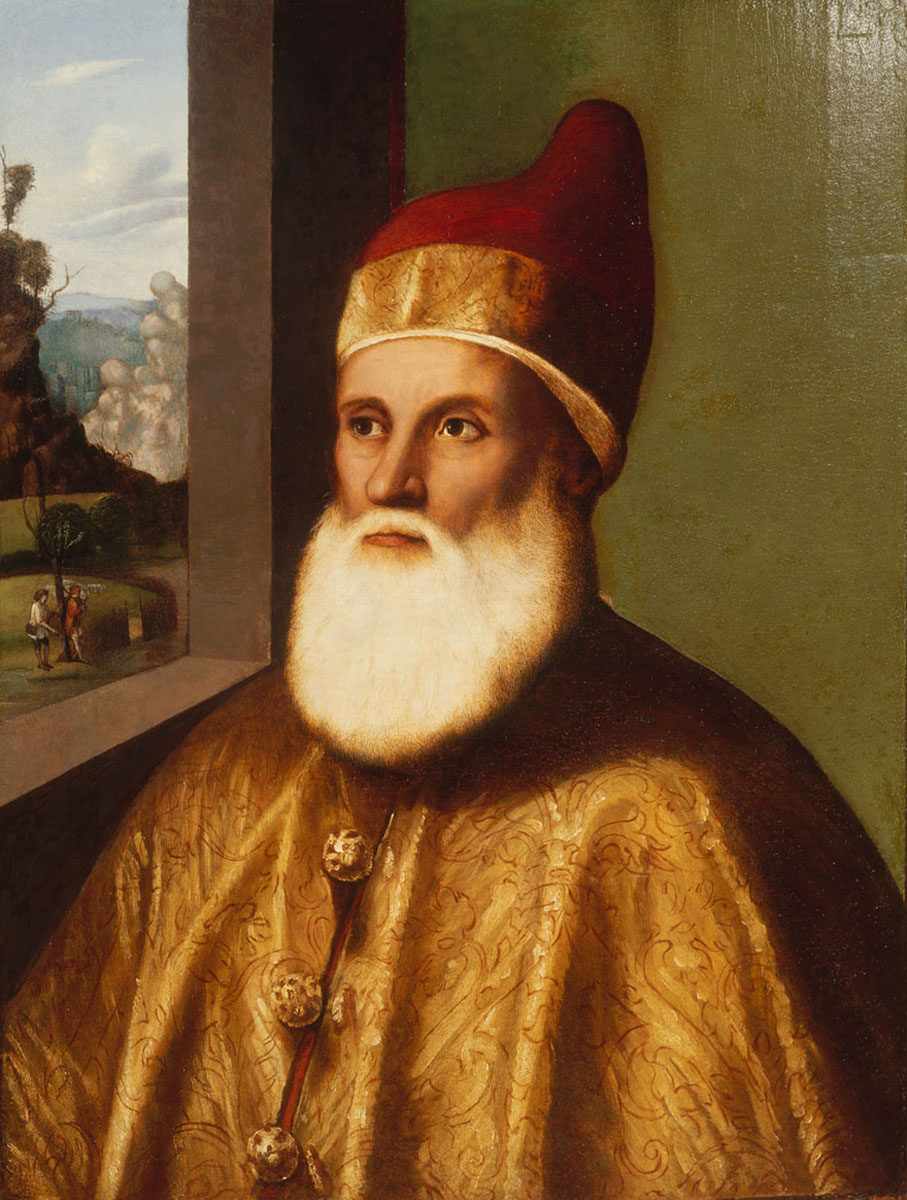

아고스티노 바르바리고(Agostino Barbarigo: 1420년경 - 1501년 9월 20일)는 베네치아 공화국의 정치인이다. 1486년부터 1501년 죽을 때까지 공화국 총독을 역임했다.
그가 도제로 있는 동안, 산 마르코 광장에 있는 시계탑가 지어지기 시작하여 완공되었다. 도제는 시계탑의 종 아래 층에 있는 베네치아의 사자상 앞에서 무릎을 꿇은 상태로 나타났으나, 나폴레옹에게 베네치아가 항복한 1797년에 프랑스에 의해 없어졌다.
1496년 그는 이탈리아를 침략한 샤를 8세를 몰아내기 위해 반 동맹세력을 구축하였고, 포르노보 전투를 통해 그들을 몰아내었다. 그의 정권 시기에 로마냐 지역의 요새 몇 개를 획득했고 키프로스를 합병시켜냈다.
오스만 제국의 술탄 바예지드 2세와의 관계는 처음에는 우호적이었으나 1492년부터 긴장감이 고조되다가 1499년에 전쟁이 발발하고 말았다. 이스탄불에 있던 베네치아 상인들은 체포되었고 보스니아군이 달마티아를 침략하였고 차라에 접근하였다. 베네치아 해군은 촌키오 해전에서 패배하였고, 레판토에서의 거점을 상실하고 말았다. 후자의 전투로 모도네와 크로네도 상실하고 말았는데, 이는 레판토로 향하는 베네치아 선박의 중간 거점들의 모든 상실을 뜻했다.
전쟁이 벌어진지 4년 후인 1503년에 평화 조약이 체결되었다. 이로 인해 베네치아는 모레아 지역에서 나플리온, 파트라, 모넴바시아만을 유지하게 되었다.
그의 부인은 엘리사베타 소란초(Elisabetta Soranzo)이다. 아고스티노의 형제 마르코 바르바리고는 도제로서 그의 전임자이며, 1년이 못 되는 정권을 잡았었다. 그들의 무덤은 카티타(Carita) 교회에 있었으나, 무너지고 말았다.

## 대중 문화에서
- 아고스티노 바르바리고는 비디오 게임 어쌔신 크리드 II에서 그의 형제 마르코의 도제 선출식에서 카메오로 등장한다. 마르코의 짧은 정권은 주인공이 그를 암살하면서 막을 내리고 말았다. 페이스북 게임 어쌔신 크리드:프로젝트 레거시에서 그의 형제처럼 부패하여, 1501년 9월 20일에 암살단에 의해 독으로 코팅된 종이로 암살당한다.

## 같이 보기
- 이탈리아 전쟁
- 오스만-베네치아 전쟁 (1499년–1503년)